# Acidiella rioxaeformis
Acidiella rioxaeformis
 es una especie de insecto del género Acidiella de la familia Tephritidae del orden Diptera. 
Mario Bezzi la describió científicamente por primera vez en el año 1913.